# Демболенка (Лодзинське воєводство)
Демболенка (пол. Dębołęka) — село в Польщі, у гміні Бжезньо Серадзького повіту Лодзинського воєводства.
Населення — 665 осіб (2011).
У 1975-1998 роках село належало до Серадзького воєводства.

## Демографія
Демографічна структура станом на 31 березня 2011 року:
|          | Загалом | Допрацездатний вік | Працездатний вік | Постпрацездатний вік |
| -------- | ------- | ------------------ | ---------------- | -------------------- |
| Чоловіки | 320     | 80                 | 208              | 32                   |
| Жінки    | 345     | 73                 | 204              | 68                   |
| Разом    | 665     | 153                | 412              | 100                  |